# Hecun (ort)
Hecun är en ort i Kina. Den ligger i provinsen Hebei, i den norra delen av landet, omkring 420 kilometer sydväst om huvudstaden Peking.
Runt Hecun är det tätbefolkat, med 570 invånare per kvadratkilometer. Närmaste större samhälle är Linshui, 14,7 km sydost om Hecun. Trakten runt Hecun består till största delen av jordbruksmark.
Genomsnittlig årsnederbörd är 641 millimeter. Den regnigaste månaden är juli, med i genomsnitt 220 mm nederbörd, och den torraste är januari, med 5 mm nederbörd.